# Marek Kołtko
Marek Kołtko (ur. 11 marca 1965 w Gliwicach) – były polski piłkarz, występujący na pozycji obrońcy. W I lidze polskiej rozegrał w barwach Petrochemii Płock i Rakowa Częstochowa 64 mecze, w których strzelił 6 bramek.